# Mobile County
Mobile County is een county in de Amerikaanse staat Alabama.
De county heeft een landoppervlakte van 3.194 km² en telt 399.843 inwoners (volkstelling 2000). De hoofdplaats is Mobile.

## Bevolkingsontwikkeling

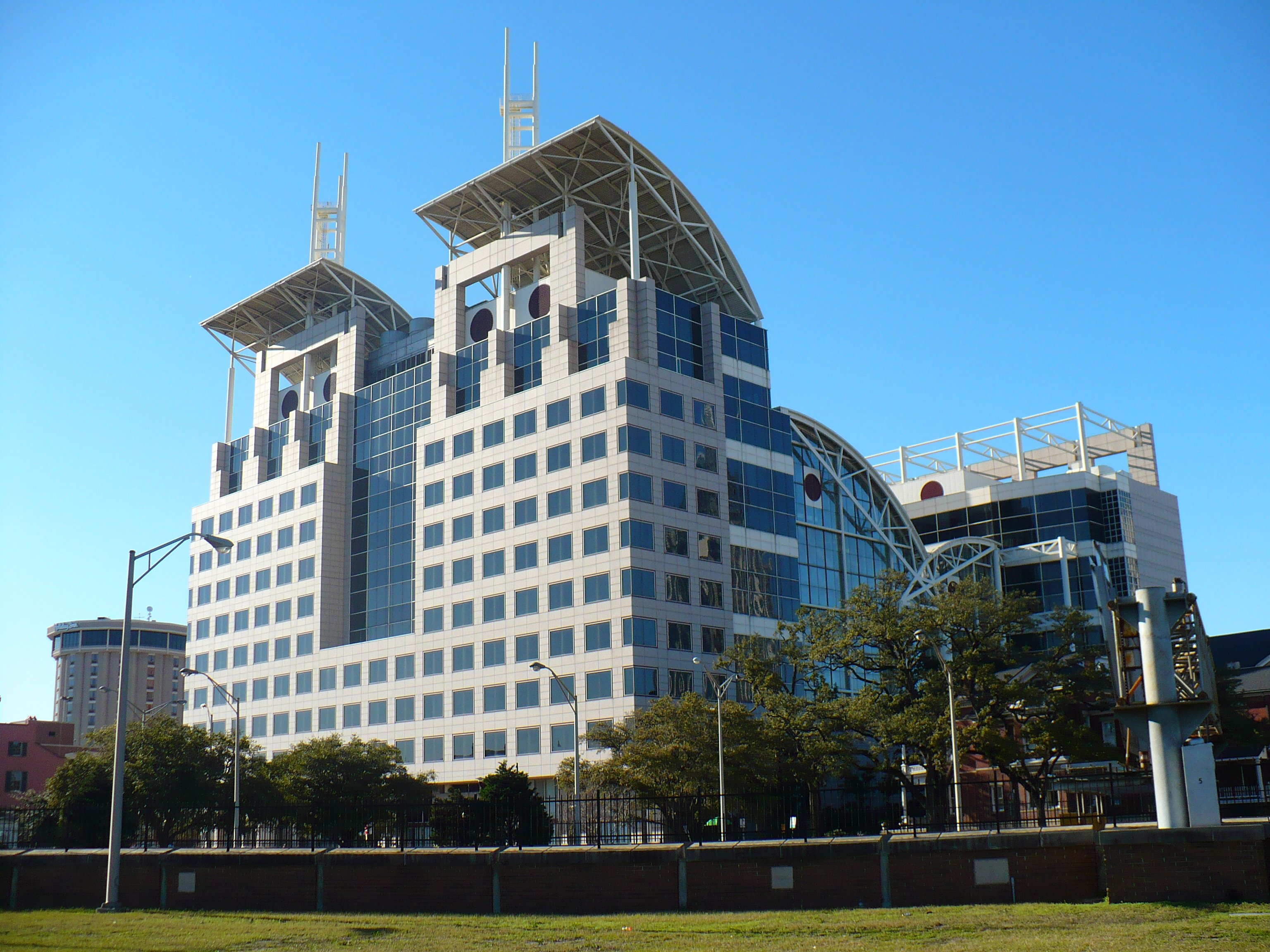
Mobile County Government Plaza